# Гробница Софи Гамид
Гробница Софи Гамид (азерб. Sofi Həmid türbəsi) — пир (святилище) расположенный в местечке Мияджик, посёлка Сангачал Гарадагского района Баку. Напротив пира установлена каменная скульптура верблюда, которая считается единственной монументальной скульптурой в Азербайджане, сохранившейся со средних веков.
В прошлом в окрестностях поклонного места Софи Гамид располагались кишлаки, где зимовали жители кочевья Шыхляр.
Распоряжением Кабинета министров Азербайджанской Республики от 2 августа 2001 года гробница взята под охрану государства как архитектурный памятник национального значения (инв № 107).

## Легенда
В 22-й книжке «Записки Кавказского отдела Императорского Русского географического общества» приводится легенда о Софи Гамиде, записанная в Кабристане. По легенде, однажды Сеид Гамид продавал нефть в Нухинском уезде, и придя в одно из селений стал кричать «Ай, нёют алан! Ай, нёют алан!». Один учёный шейх, который был в том селе, заметил, что в ответ на крики Софи Гамида с неба доносился ответ: «Ляббейк» (к твоим услугам, слышу). Удивлённый шейх подошёл к продавцу нефти, и попросил его объяснить как он получает ответ с неба. Софи Гамид показал ему бурдюк, наполненный нефтью всего наполовину, так чтобы можно было вертикально держать его на земле, и сказал: «Если его наполнить, он упадёт. Так и тебе, шейх, я советую продолжать жизнь в воздержании и посте. Помни, что полусытый всегда будет услышан Богом».